# کاناگلیفلوزین
کاناگلیفلوزین (انگلیسی: Canagliflozin) دارویی است که برای درمان دیابت نوع ۲ استفاده می شود. همراه با ورزش و رژیم غذایی استفاده می شود. مصرف آن در دیابت نوع ۱ توصیه نمی شود. از راه خوراکی مصرف می‌شود.

عوارض جانبی رایج عبارتند از عفونت‌های قارچی واژن، حالت تهوع، یبوست و عفونت‌های دستگاه ادراری. عوارض جانبی جدی ممکن است شامل قند خون پایین، گانگرن فورنیه، قطع پا، مشکلات کلیوی، پتاسیم خون بالا و فشار خون پایین باشد.  کتواسیدوز دیابتی ممکن است علیرغم سطح تقریباً طبیعی قند خون رخ دهد. استفاده در بارداری و شیردهی توصیه نمی شود. کاناگلیفلوزین یک مهارکننده هم انتقال دهنده سدیم-گلوکز-۲ (SGLT2) است. این دارو با افزایش میزان گلوکز از دست رفته در ادرار عمل می‌کند.